# Храм Успения Пресвятой Богородицы в Гундоровской
Храм Успения Пресвятой Богородицы  — православный храм в городе Донецке Ростовской области, в бывшей станице Гундоровской (в 2004 году включена в состав города). Относится к Донецкому благочинию Шахтинской епархии Русской Православной Церкви.

## История

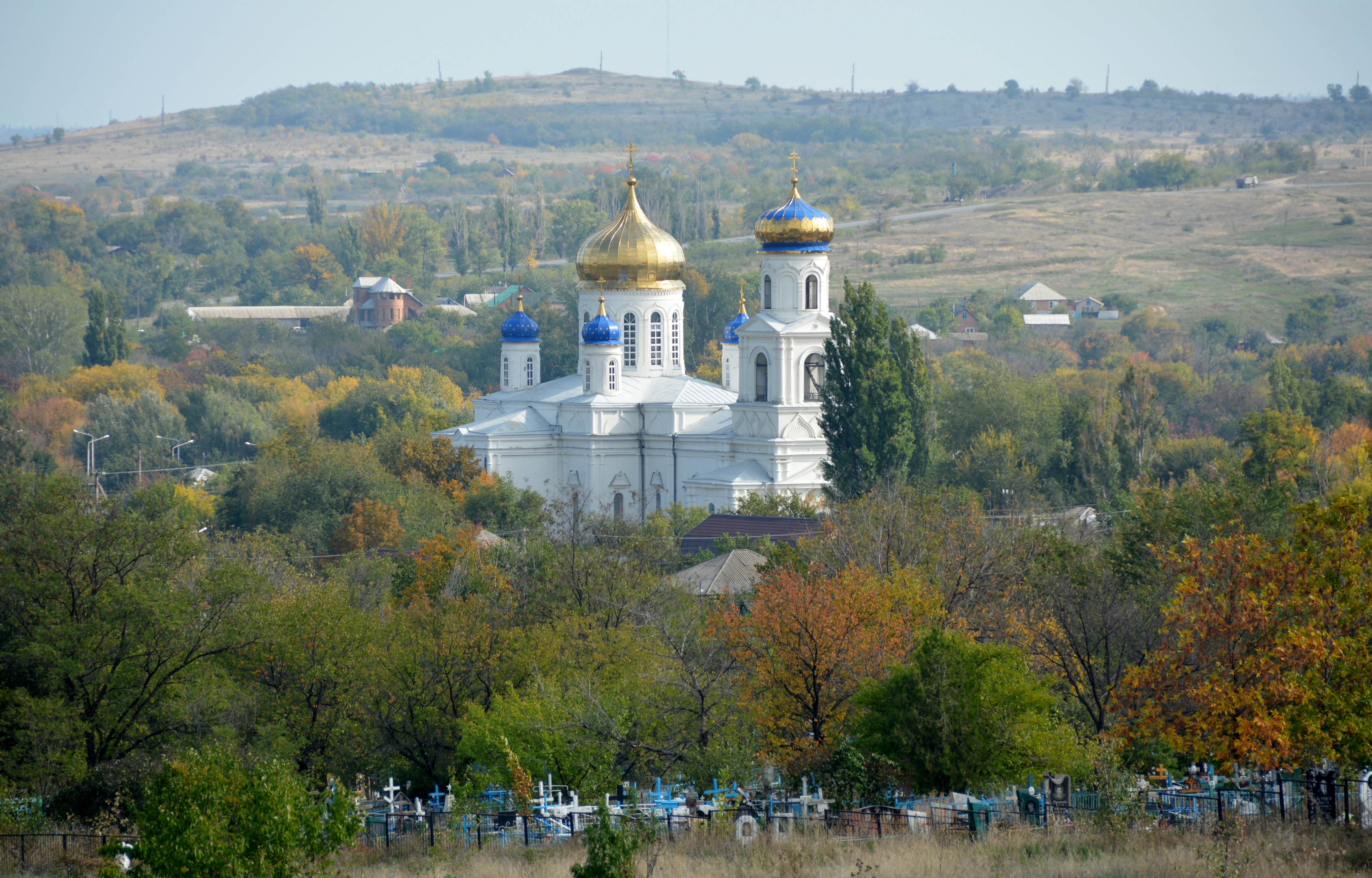
Общий вид осенью

Храм в бывшем поселке Гундоровский освящён в честь праздника Успения Пресвятой Богородицы. Необходимость в строительстве храма в станице Гундоровская возникла после переноса станицы на правый берег реки Северский Донец. Из-за разлива реки существовавший деревянный храм в честь Архангела Михаила затоплялся водами реки. Новый храм на правом берегу реки было решено строить каменным в византийском стиле.
12 ноября 1852 года император Николай I утвердил проект храма. На строительство предполагалось затратить 32 107 рублей серебром.
4 июня 1853 года было освящено место для церкви. В этом же году началось строительство храма. Через восемь лет храм был построен и освящен. 13 июня 1861 года на престол в приделе Успения Божией матери были возложены антиминсы, 14 июля антиминсы возложены в приделе святителя Митрофана. Освятить третий престол в честь Архангела Михаила не успели.
Строительство храма обошлось в 38 500 рублей, создание иконостаса было оценено в 10 тысяч рублей. Из деревянного храма в новый перенесли несколько церковнослужебных книг: Триодь цветная 1695 года, Триодь постная 1699 года, Минея месячная 1724 года, Октоих 1727 года.
В 1911 году в храме проводился капитальный ремонт, были пристроены с северной и южной сторон тамбуры, установлено паровое отопление.
В годы советской власти храм закрывался под зернохранилище, в 1943 году вновь был открыт. В 2008 году при попечении протоиерея Владимира Гладышева храм был восстановлен и вновь отремонтирован. С 1987 по 2007 год в храме устанавливались колокола, заменены купола, произведен ремонт фасада, установлено газовое отопление.
В 2011 году храм Успения Пресвятой Богородицы был включен в число объектов культурного наследия регионального значения. Особенностью храма является исполнение росписи в виде иконной галереи.

Храм Успения Пресвятой Богородицы
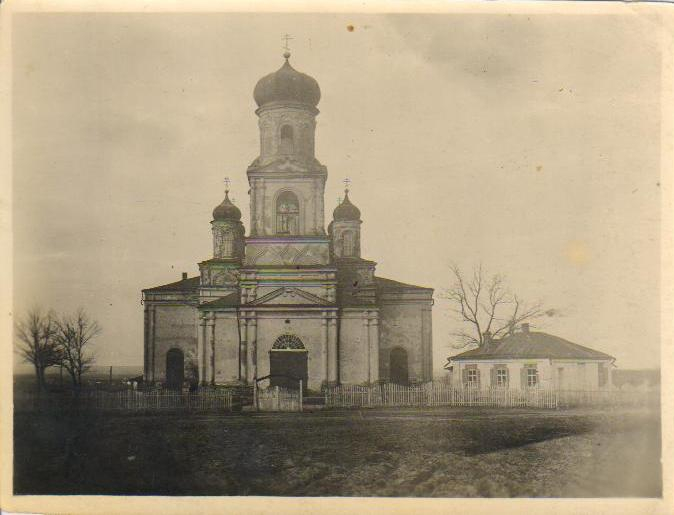
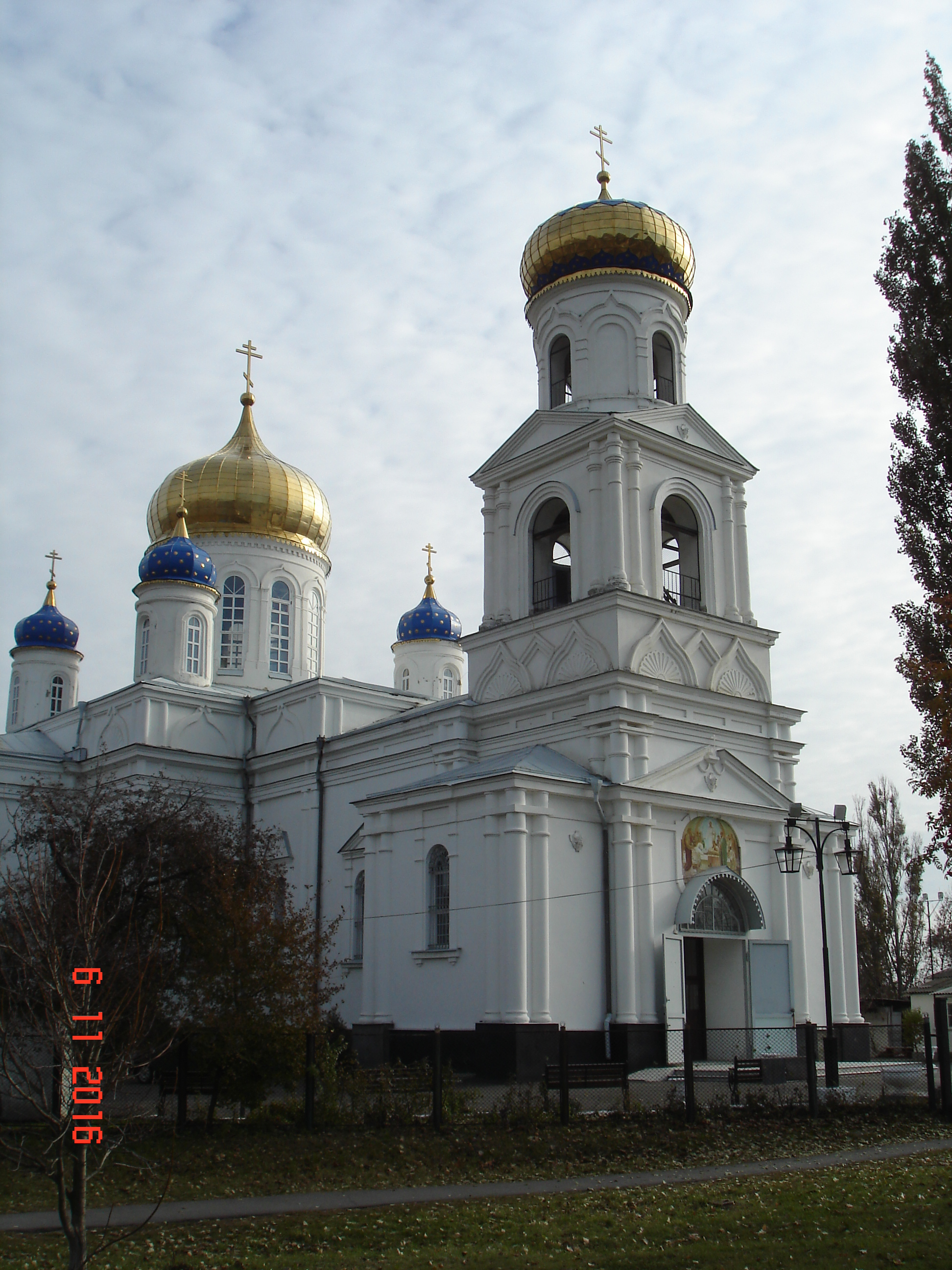
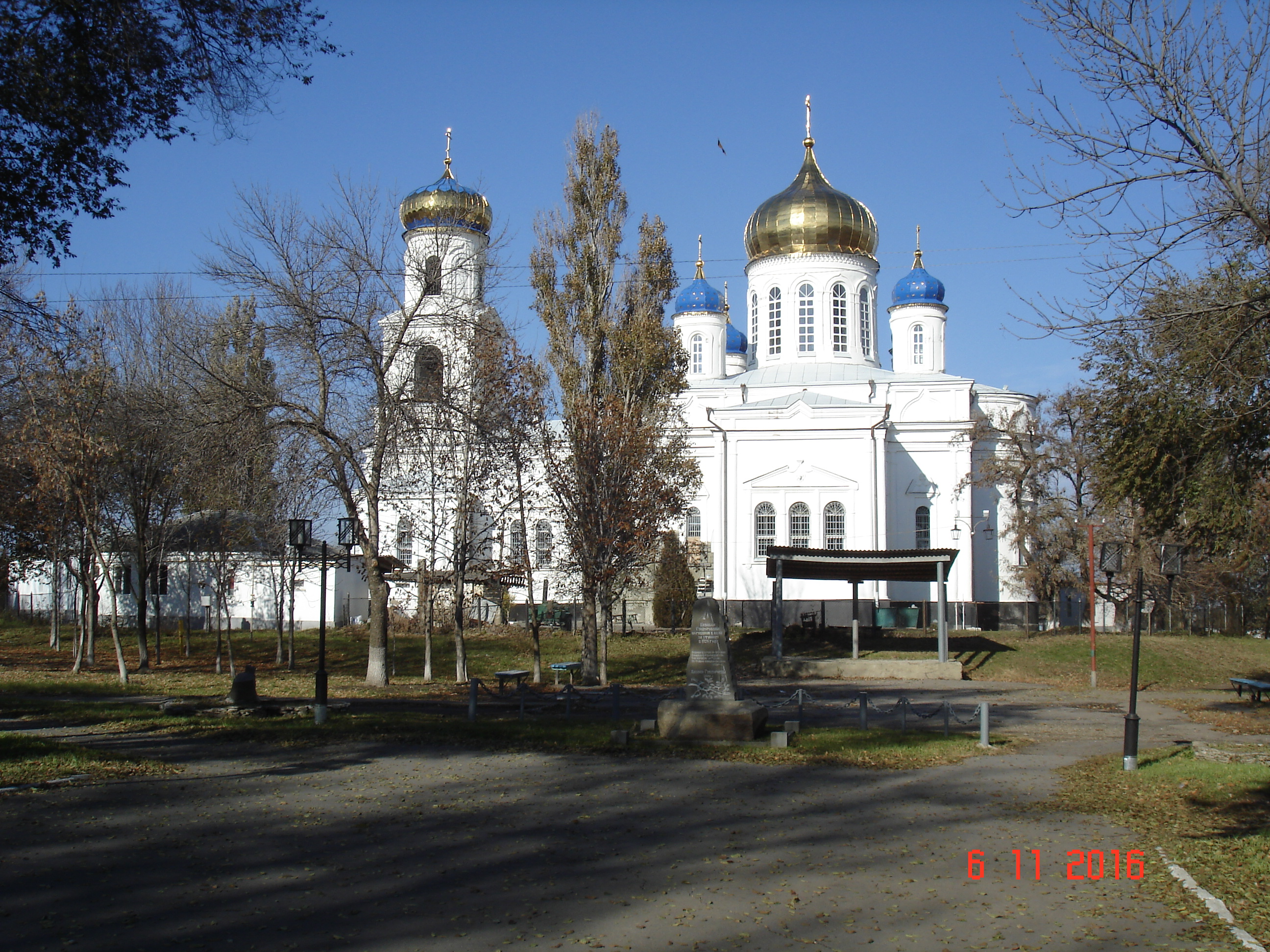
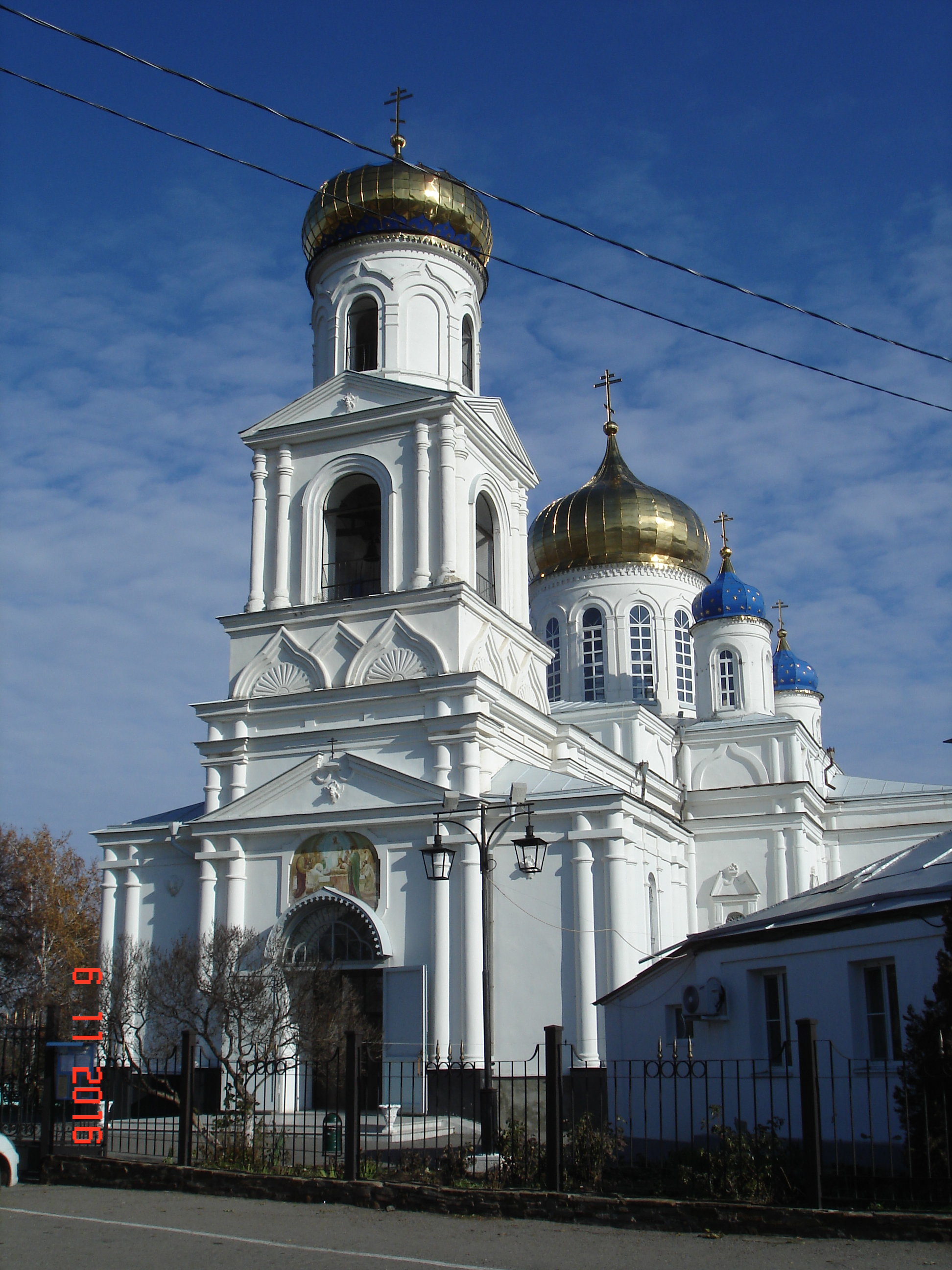